# Hydriomena quinquefasciata
Hydriomena quinquefasciata är en fjärilsart som beskrevs av Alpheus Spring Packard 1871. Hydriomena quinquefasciata ingår i släktet Hydriomena och familjen mätare. Inga underarter finns listade i Catalogue of Life.